# Seleniet (maanbewoner)

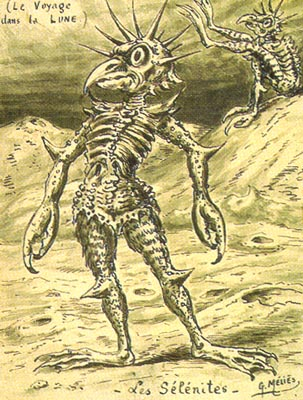
Een interpretatie van selenieten voor de film Le Voyage dans la lune.
(1902), Georges Méliès

Een seleniet is een fictief wezen dat op de maan leeft, ofwel een maanbewoner. Het woord is afgeleid van het Griekse selênitês, dat weer afgeleid is van de maangodin Selene uit de Griekse mythologie. Al sinds de klassieke oudheid werd het bestaan van selenieten verondersteld.
De Griekstalige Romeinse schrijver Lucianus van Samosata (125 – 180) was mogelijk de eerste die over selenieten schreef. In zijn satirische werk Ware verhalen beschrijft hij een oorlog tussen maankoning Endymion en zonnekoning Phaethon, waarbij de legers van beide koningen vreemde hybride wezens bevatten. In dat verhaal beschrijft Lucianus bovendien het leven op de maan en hoe deze afwijkt van die op aarde.
In Jacques Offenbachs sprookjesopera Le voyage dans la lune uit 1875 wordt eveneens van diverse vormen van leven op de maan gesproken. Dit gaf aanleiding tot verdere interpretaties van selenieten in de gelijknamige film die in 1902 gemaakt werd.